# IC 4937
IC 4937 ist eine Spiralgalaxie vom Hubble-Typ Sb im Sternbild Teleskop am Südsternhimmel. Sie ist schätzungsweise 210 Millionen Lichtjahre von der Milchstraße entfernt.
Das Objekt wurde am 3. Oktober 1901 von DeLisle Stewart entdeckt.